# Брудна кампанія за чесні вибори
«Брудна кампанія за чесні вибори» (англ. The Campaign, дослівно укр. Кампанія) — американська комедія режисера Джея Роуча, що вийшла 2012 року. У головних ролях Вілл Ферелл і Зак Галіфіанакіс (також були продюсерами).
Сценаристами були Кріс Генчі і Шон Гарвелл, продюсером також були Адам МакКей і Джей Роуч. Вперше фільм продемонстрували 4 серпня 2012 року у США на Кінофестивалі Треверс Сіті. В Україні у кінопрокаті прем'єра фільму відбулася 22 листопада 2012 року.

## Сюжет
Насуваються вибори до Конгресу, проте конгрес-демократ Кем Брейді, що вже працює 4 каденцію, не хоче домовлятися з братами Мотч і починає проводити виборчу кампанію самостійно, будучи впевненим у своїй перемозі. Для того, щоб просувати свої корпоративні інтереси, брати Мотч наймають нікому не відомого у політичній сфері туристичного гіда Марті Гаґґінса, щоб створити конкуренцію конгресмену.

## У ролях
| Актор            | Персонаж                                            | Роль                           |
| ---------------- | --------------------------------------------------- | ------------------------------ |
| Вілл Ферелл      | Кемден «Кем» Брейді англ. Camden "Cam" Brady        | конгресмен від демократів      |
| Зак Галіфіанакіс | Мартін «Марті» Гаґґінс англ. Martin "Marty" Huggins | туристичний гід                |
| Джейсон Судейкіс | Мітч Вілсон англ. Mitch Wilson                      | керівник виборчого штабу Кема  |
| Ділан Макдермотт | Тім Воттлі англ. Tim Wattley                        | керівник виборчого штабу Марті |
| Кетрін ЛаНаса    | Роуз Брейді англ. Rose Brady                        | дружина Кема                   |
| Сара Бейкер      | Мітці Гаґґінс англ. Mitzi Huggins                   | дружина Марті                  |
| Джон Літгоу      | Гленн Мотч англ. Glenn Motch                        |                                |
| Ден Екройд       | Вейд Мотч англ. Wade Motch                          |                                |
| Браян Деніс Кокс | Реймонд Гаґґінс англ. Raymond Huggins               |                                |
| Томас Мідлдітч   | Тревіс англ. Travis                                 |                                |
| Джон Гудмен      | Скотт Таллі англ. Scott Talley                      |                                |
| Дж. Д. Евермор   | —                                                   | державний службовець           |

### Камео
- Вольф Блітцер
- Білл Мар
- Денніс Міллер
- Джо Скарборо
- Майк Мізанін
- Пірс Морган

## Сприйняття

### Критика
Фільм отримав змішано-позитивні відгуки: Rotten Tomatoes дав оцінку 65 % на основі 194 відгуків від критиків (середня оцінка 5,9/10) і 51 % від глядачів із середньою оцінкою 3,3/5 (119,459 голосів). Загалом на сайті фільми має змішаний рейтинг, фільму зарахований «стиглий помідор» від кінокритиків, проте «розсипаний попкорн» від глядачів, Internet Movie Database — 6,2/10 (79 095 голосів), Metacritic — 50/100 (35 відгуків критиків) і 6,0/10 від глядачів (150 голосів). Загалом на цьому ресурсі від критиків і від глядачів фільм отримав змішані відгуки.

### Касові збори
Під час показу в Україні, що стартував 22 листопада 2012 року, протягом першого тижня фільм показали у 40 кінотеатрах і він зібрав 64,491 $, що на той час дозволило йому зайняти 6 місце серед усіх прем'єр. Показ стрічки протривав 6 тижнів і завершився 30 грудня 2012 року. За цей час стрічка зібрала 130,055 $. Із цим показником стрічка зайняла 93 місце у кінопрокаті за касовими зборами в Україні.
Під час показу у США, що розпочався 10 серпня 2012 року, протягом першого тижня фільм показали у 3,205 кінотеатрах і він зібрав 26,588,460 $, що на той час дозволило йому зайняти 2 місце серед усіх прем'єр. Показ фільму протривав 105 днів (15 тижнів) і завершився 22 листопада 2012 року. За цей час фільм зібрав у прокаті у США 86,907,746  доларів США, а у решті світу 18,000,000 $ (за іншими даними 12,884,282 $), тобто загалом 104,907,746 $ (за іншими даними 99,792,028 $).

### Нагороди і номінації[12]
| Рік  | Нагорода               | Категорія                                      | Номінант                               | Результат |
| ---- | ---------------------- | ---------------------------------------------- | -------------------------------------- | --------- |
| 2013 | BMI Film & TV Awards   | Музика до фільму                               | Теодор Шапіро                          | Перемога  |
| 2013 | Golden Trailer Awards  | Найінноваційніша реклама для художнього фільму | Warner Bros., mOcean                   | Перемога  |
| 2013 | Golden Trailer Awards  | Найкраща комедія                               | Warner Bros., Create Advertising Group | Номінація |
| 2013 | Golden Trailer Awards  | Найкращі «Дикі пости»                          | Warner Bros.                           | Номінація |
| 2013 | MTV Movie Awards       | Найкращий кінодует                             | Вілл Ферелл, Зак Галіфіанакіс          | Номінація |
| 2013 | People's Choice Awards | Улюблений комедійний кіноактор                 | Зак Галіфіанакіс                       | Номінація |
| 2013 | People's Choice Awards | Улюблений комедійний кіноактор                 | Вілл Ферелл                            | Номінація |

### Виноски
1. 1 2  The Campaign: Release Info (англ.). Internet Movie Database. Архів оригіналу за 18 серпня 2013. Процитовано 13 січня 2014.
2. 1 2  Брудна кампанія за чесні вибори. Kino-teatr.ua. Архів оригіналу за 14 січня 2014. Процитовано 13 січня 2014.
3. ↑  The Campaign (англ.). Box Office Mojo. Архів оригіналу за 26 листопада 2012. Процитовано 13 січня 2014.
4. 1 2 3  The Campaign (англ.). The Numbers. Архів оригіналу за 15 січня 2014. Процитовано 13 січня 2014.
5. 1 2  The Campaign (англ.). Internet Movie Database. Архів оригіналу за 4 листопада 2015. Процитовано 13 січня 2014.
6. ↑  The Campaign (англ.). AllMovie. Архів оригіналу за 24 лютого 2014. Процитовано 13 січня 2014.
7. ↑  The Campaign: Full Cast & Crew (англ.). Internet Movie Database. Архів оригіналу за 12 листопада 2020. Процитовано 13 січня 2014.
8. ↑  The Campaign (англ.). Rotten Tomatoes. Архів оригіналу за 24 грудня 2013. Процитовано 13 січня 2014.
9. ↑  The Campaign (англ.). Metacritic. Архів оригіналу за 12 квітня 2014. Процитовано 13 січня 2014.
10. ↑  The Campaign — Ukraine Weekend Box Office (англ.). Box Office Mojo. Архів оригіналу за 14 січня 2014. Процитовано 13 січня 2014.
11. ↑  Ukraine Yearly Box Office. 2012 (англ.). Box Office Mojo. Архів оригіналу за 12 липня 2013. Процитовано 13 січня 2014.
12. ↑  The Campaign: Awards (англ.). Internet Movie Database. Процитовано 13 січня 2014.